# Aliena (gens)
A gens Alliena ou Aliena foi uma família plebeia menor da República Romana. O primeiro membro da gens a alcançar proeminência foi Lúcio Alieno, aedile plebeu em 454 a.C. No entanto, a família caiu em obscuridade por vários séculos, ressurgindo mais uma vez no primeiro século a.C.

## Origem
O nomen Allienus pertence a uma classe de gentilícias formadas usando o sufixo -enus, que normalmente aparece em nomes formados a partir de outras gentilícias com raízes terminando em i. Apesar de sua semelhança com o adjetivo latim, alienus, "um estranho", o nomen não parece ser latino, mas é frequentemente encontrado em e ao redor de Picenum. Como um cognomen pessoal na gens etrusca Caecinia, pode ter sido derivado do adjetivo.

## Prenomes
Os principais prenomes dos Allieni eram Aulus, Gaius, Lucius e Manius, dos quais os três primeiros eram comuns em todos os períodos da história romana, embora Manius fosse mais distintivo, favorecido por algumas famílias e evitado pela maioria das outras, talvez devido à confusão com os Manes, os espíritos dos mortos. Alguns dos Allieni usaram outros nomes, incluindo Quintus, Tiberius, Titus, Marcus e Publius, dos quais apenas Tiberius era relativamente incomum. Spurius, embora ocorra em duas filiações desta gens, provavelmente não representa o prenome, que estava caindo em desuso no primeiro século, mas indica que seus pais eram desconhecidos; assim como com Manius, esse uso parece ser o resultado de confusão entre o nome e uma palavra não relacionada, spurius, que significa "ilegítimo".

## Membros
- Lúcio Alieno, um dos aediles plebeus em 454 a.C., acusou Gaius Veturius Cicurinus, o cônsul do ano anterior, de apropriação indevida dos despojos de guerra ao vendê-los e desviar os lucros para o tesouro romano.[3][4][5]
- Aulus Alienus, construiu um sepulcro familiar em Roma, datado da metade do primeiro século a.C.[6]
- Aulus Allienus, pretor em 49 a.C., com Sicilia como sua província, e mais tarde serviu como proconsul na África sob César. Um legado de Publius Cornelius Dolabella em 43 a.C., foi enviado ao Egito, para retornar com quatro legiões estacionadas lá, e em seu retorno uniu suas forças às de Gaius Cassius Longinus, no comando de oito legiões.[7][8][9][10]
- Aulus Allienus Cerdo, enterrado em Roma na segunda metade do primeiro século a.C., junto com Alliena Chreste e Cocceia Fausta.[11]
- Alliena Chreste, enterrada em Roma na segunda metade do primeiro século a.C., junto com Aulus Allienus Cerdo e Cocceia Fausta.[11]
- Lúcio Allienus M. f., enterrado em Bovianum Undecimanorum em Samnium, em um túmulo datado da segunda metade do primeiro século a.C. ou do início do primeiro século d.C., junto com sua mãe, Pontidia.[12]
- Aulus Allienus Charito, enterrado em Brundisium em Calabria, em um túmulo datado do final do primeiro século a.C. ou do início do primeiro século d.C.[13]
- Aulus Allienus Primus, fez uma doação em Vibinum em Apulia, datada do reinado de Augusto. Ele provavelmente foi o pai de Aulus Allienus Laetus, já que os dois são mencionados juntos em duas inscrições.[14][15]
- Aulus Allienus A. f. Laetus, um praefectus fabrum, ou encarregado de engenharia, em Vibinum, de acordo com uma inscrição datada do final do primeiro século a.C. ou do início do primeiro século d.C. As mesmas inscrições mencionam Aulus Allienus Primus, talvez seu pai.[15]
- Alliena, a amante de Nicomedes, uma jovem escrava enterrada em Roma, com quatro anos, em um túmulo datado da primeira metade do primeiro século.[16]
- Allienus, enterrado em Fulginiae em Umbria, em um túmulo construído por sua esposa e cliente, Romanilla, e datado da primeira metade do primeiro século.[17]
- Lúcio Allienus, natural de Sardenha, e veterano da Legio VI,[i]. Enterrado em Ateste em Vêneto e Histria, com vinte e cinco anos, em um túmulo datado da primeira metade do primeiro século.
- Aulus Allienus Alexander, nomeado em uma inscrição de Roma, datada da primeira metade do primeiro século.[18]
- Manius Allienus M'. l. Antiochus, um liberto nomeado em uma inscrição sepulcral de Roma, datada da primeira metade do primeiro século, junto com a liberta Alliena Daphnis, Manius Allienus Romanus e duas crianças da mesma família.[19]
- Quintus Allienus Q. l. Chresimus, um liberto nomeado em uma inscrição pertencente ao sepulcro familiar do duumvir Lúcio Magneius Niger em Frusino em Lácio, datada da primeira metade do primeiro século.[20]
- Alliena M'. l. Daphnis, uma liberta nomeada em uma inscrição sepulcral de Roma, datada da primeira metade do primeiro século, junto com o liberto Manius Allienus Antiochus, Manius Allienus Romanus e duas crianças da mesma família.[19]
- Aulus Allienus A. l. Eunomus, um liberto enterrado em Roma, em um túmulo datado da primeira metade do primeiro século.[21]
- Alliena G[...], nomeada em uma inscrição sepulcral em Roma, datada da primeira metade do primeiro século, como a irmã de Thall[...] Mar[...].[22]
- Manius Allienus Sp. f. Romanus, enterrado em Roma, com vinte e dois anos, em um sepulcro datado da primeira metade do primeiro século, junto com uma menina, de sete anos, e um menino também chamado Manius Allienus Romanus, de onze anos. A inscrição também nomeia o liberto, Manius Allienus Antiochus e a liberta Alliena Daphnis, cujo antigo mestre havia sido chamado Manius.[19]
- Manius Allienus Sp. f. Romanus, um menino enterrado em Roma, com onze anos, em um sepulcro familiar datado da primeira metade do primeiro século, junto com um jovem do mesmo nome, de vinte e dois anos, e uma menina de sete anos. A inscrição também nomeia o liberto, Manius Allienus Antiochus e a liberta Alliena Daphnis, cujo antigo mestre havia sido chamado Manius.[19]
- Aulus Allienus, nomeado em uma inscrição homenageando Tiberius em Brundisium, datada de 33 d.C.[23]
- Aulus Allienus A. l. Priamus, doou um pedestal a Fortuna em Roma, datado do início ou da parte média do primeiro século.[24]
- Allienus, uma criança enterrada em um túmulo do primeiro século em Roma.[25]
- Gaius Allienus Epigonus, um soldado servindo na centúria de Gaius Cornelius Successus em Roma em 70 d.C.[26]
- Gaius Allienus Felix Major, um soldado servindo na centúria de Tiberius Julius Primigenius em Roma em 70 d.C. Seu nome é registrado em uma inscrição, seguido pelo de Gaius Allienus Felix Minor, provavelmente seu filho, aparentemente falecido.[26]
- Gaius Allienus Felix Minor, um soldado falecido que havia servido na centúria de Tiberius Julius Primigenius em Roma em 70 d.C. Seu nome é registrado em uma inscrição, precedido pelo de Gaius Allienus Felix Major, provavelmente seu pai.[26]
- Tiberius Alienus Caecina, o proprietário de uma casa em Roma para a qual tubulação de chumbo, datada da metade ou do final do primeiro século, foi feita por Tiberius Claudius Felix.[27]
- Lúcio Allienus A. f. Falerna Basus, nomeado em uma inscrição do final do primeiro século de Roma.[28]
- Tiberius Allienus Sicinius Quintianus, tribuno da plebe em 98 d.C.[29]
- Tiberius Allienus Philippus, enterrado em um túmulo do primeiro ou segundo século em Roma, junto com sua esposa, Herennia Lacaena, e outros membros da gens Herennia.[30]
- Allienus Proculus, um oleiro cujo sinal de fabricante foi encontrado em Óstia em Lácio, datado de 113 d.C.[31]
- Manius Allienus, nomeado em selos de cerâmica encontrados em Roma, datados de 123 d.C.; talvez a ser identificado com Manius Allienus Charito, cujos selos de cerâmica não têm data.[32]
- Aliena T. f. Berenice, enterrada em um túmulo do segundo século em Firmum Picenum em Picenum, dedicado por seu marido e filho, ambos chamados Gaius Vettius Polus.[33]
- Gaius Allienus Pudens, enterrado em Roma, junto com seu filho, Pudens, em um túmulo dedicado por sua esposa, Alliena Successa, datado entre a metade do segundo século e a metade do terceiro.[34]
- Gaius Allienus C. f. Pudens, enterrado em Roma com seu pai, também chamado Gaius Allienus Pudens, em um túmulo construído por sua mãe, Alliena Successa, datado entre a metade do segundo século e a metade do terceiro.[34]

### Allieni não datados
- Gaius Allienus C. f., enterrado em Tivoli em Lácio, junto com Aulia Rufa.[35]
- Gaius Allienus T. f., um centurião enterrado em Tuder em Úmbria.[36]
- Manius Allienus Charito, nomeado em selos de cerâmica encontrados em Roma.[37]
- Quintus Allienus Ɔ. l. Felix, um liberto nomeado em uma inscrição de Roma.[38]
- Gaius Alienus Maturus, nomeado em uma inscrição de Augustonemetum em Aquitania.[39]
- Aulus Allienus Niceros, um menino enterrado em Roma, com dois anos, trinta dias.[40]
- Quintus Allienus Pef[...], nomeado em uma inscrição de Ariminum em Picenum, junto com sua mãe, Caeeidia, identificando-os como Picentes.[41]
- Marcus Allienus Peregrinus, nomeado em uma inscrição de bronze de Neápolis em Campânia.[42]
- Gaius Alienus Primigenius, nomeado em uma inscrição de Tuder.[43]
- Allienus Proclus, o proprietário de uma propriedade em Roma, de acordo com vários selos de cerâmica.[44]
- Lúcio Allienus Speratus, enterrado em Roma.[45]
- Públio Allienus P. f. Victor, um centurião na Legio IV Flavia Felix, dedicou um túmulo em Roma para sua mãe, Maria Decimina.[46]